# Shannonomyia (Shannonomyia) triangularis
Shannonomyia (Shannonomyia) triangularis is een tweevleugelige uit de familie steltmuggen (Limoniidae). De soort komt voor in het Neotropisch gebied.